# كونترا (لعبة فيديو)
كونترا (بالإنجليزية:Contra) (باليابانية:魂斗羅) ، هي لعبة إلكترونية أنتجت سنة 1987 من قبل شركة كونامي اليابانية، وتدرو اللعبة حول حرب العصابات، ويلعب بها شخصان والذي كان مهمتهم القضاء على النسر الأحمر .

## وصلات خارجية
- كونترا على موقع IMDb (الإنجليزية)

- تعريف لعبة كونترا باللغة اليابانية
- كونترا حسب موقع استراتيجي ويكي
- لعبة كونترا حسب موقع الكتروني آخر